# Begonia torricellensis
Begonia torricellensis là một loài thực vật có hoa trong họ Thu hải đường. Loài này được Warb. mô tả khoa học đầu tiên năm 1905.